# Bücker Bü 181
Bücker Bü 181 Bestmann je jednomotorni školski zrakoplov s dva sjedala izrađen u tvornici Bücker Flugzeugbau GmbH u Johannisthalu (Berlin). U vrijeme Drugog svjetskog rata koristila ga je Luftwaffe.

## Razvoj
Prototip Bü-181 (D-ERBV) svoj prvi probni let imao je u veljači 1939. godine. Nakon usavršavanja i službenih probnih letova od strane Ministarstva zrakoplovstva Trećeg Reicha Bü 181 je bio određen za standardni školski zrakoplov Luftwaffea. Serijska proizvodnja započela je 1940. godine. Inačice A i D su se neznatno razlikovale. 

## Opis
Bü 181 Bestmann bio je niskokrilac pogonjen s jednim Hirth HM 504A klipnim motorom s četiri cilindra, snage 105 KS. Krila su imala "split zakrilca" (vrsta zakrilca koje se otklanja s donje strane krila povećavajući njegovu zakrivljenost, dok gornjaka krila ostaje nepromijenjena), duple kontrole i dva podesiva sjedala, jedan pored drugoga. Dio oko kabine imao je konstrukciju od čeličnih dok je stražnji dio trupa imao drvenu školjku. Krila i repni dio također je drvene, ljuskaste konstrukcije. Kormilo pravca, kormila visine i krilca imali su drvena rebra prekrivena platnom. Zrakoplov je dizajniran za školske, akrobatske i za privatne letove. 

## Proizvodnja
Većina Bü 181 izrađena je u tvornici kraj Rangsdorfa ali zbog velike potražnje izdana je licenca tvrtki Fokker u Nizozemskoj u kojoj je naknadno izgrađeno 373 zrakoplova za Luftwaffe (svi su isporučeni do kraja 1943.). 
Proizvodnja Bü 181A i neznatno izmijenjenog Bü 181D započela je u fokerovoj tvornici u Amsterdamu 1942. a ukupno je izrađenih 708 zrakoplova. Između 1943. i 1945. izrađeno je 125 zrakoplova u švedskoj tvrtki Hägglund & Söner AB. Avioni su imali Hirth 500A motoe i vojnu oznaku Sk 25. 
Neposredno prije njemačkog povlačenja iz Čehoslovačke, proizvodnja Bü 181D pokrenuta je u tvornici Zlín pored Otrokovica a proizvodnja se za Ratno zrakoplovstvo Čehoslovačke (pod oznakama  C.6 i C.106) nastavila i nakon rata. Bü 181D izrađivan je u ovoj tvornici kao Zlín Z. 281 i Z.381  i za civilnu uporabu. Ukupno je izrađeno 783 zrakoplova. 
Tijekom 1950.-ih egipatska zrakoplovna tvrtka Heliopolis dobiva čehoslovačku licencu za proizvodnju Bestmanna u modelima sličnim Zlínu Z.381 i s Walter-Maloj motorima od 105 KS. Avioni su izrađivani za Ratno zrakoplovstvo Egipta pod oznakom Gomhouria ("Republika"). Kasnije inačice su isporučivane i drugim arapskim zračnim snagama. Izrađeno je najmanje 300 Gomhouria.
Sveukupno je izrađeno oko 3.400 zrakoplova a nekoliko ih još i danas lete.  

## Inačice
- Bü 181 - prototip.
- Bü 181A – školski zrakoplov s dva sjedala.
- Bü 181D - neznatno poboljšanja inačica.
- Zlín Z.181 - češka proizvodna inačica Bu 181D izrađivana u Zlínu nakon Drugog svjetskog rata.
- Zlín Z.281 -, avion pokretan Toma 4 klipnim motorom.
- Zlín Z.381 – avion pokretan Walter Minor klipnim motorom od 105-KS (78 kW). (oznaka u Ratnom zrakoplovstvu Češke C-106).
- Gomhouria Mk I – egipatska inačica s Walter Minor klipnim motorom.
- Gomhouria Mk II - egipatska inačica s Continental C-145 klipnim motorom od 145-KS (108 kW.
- Sk 25 – oznaka za Bücker Bü 181 Ratnog zrakoplovstva Švedske.

## Korisnici
- Alžir
- NDH - Zrakoplovstvo NDH
- Čehoslovačka - Ratno zrakoplovstvo Čehoslovačke
- Egipat - Ratno zrakoplovstvo Egipta (Gomhouiria)
- Treći Reich - Luftwaffe
- Mađarska - Korišten poslije rata
- Poljska - Korišten poslije rata
- Švedska - Ratno zrakoplovstvo Švedske
- Švicarska

## Tehničke karakteristike
Izvori podataka: The Concise Guide to Axis Aircraft of World War II 
Osnovne karakteristike
- posada: 2
- dužina: 7,85 m
- raspon krila: 10.6 m
- površina krila: 13,5 m2
- visina: 2.05 m

Letne karakteristike
- najveća brzina: 215 km/h
- ekonomska brzina: 195 km/h
- dolet: 800 km
- najveća visina leta: 5.000 m
- motor: 1× Hirth HM 504A klipni motor s 4 cilindra